# Alice Bailey
Alice Ann Bailey, nascida Alice LaTrobe Bateman, Manchester, Inglaterra, (16 de Junho de 1880 — 15 de Dezembro de 1949), também conhecida como AAB. foi uma pesquisadora e escritora espiritualista de origem inglesa. Os livros de  Alice A. Bailey, escritos em cooperação com o Mestre Tibetano Djwhal Khul, DK,  entre 1919 e 1949, constituem uma continação dos ensinamentos da Sabedoria Imortal - um corpo de ensinamentos esotéricos que sistematizaram uma vasta gama de conhecimentos da Hierarquia espiritual.
Foi uma das primeiras escritoras a utilizar a expressão "New Age" (Nova Era).

## Vida
Nasceu em uma família britânica de classe média e, como integrante da Igreja Anglicana, recebeu uma educação cristã completa.
Aos 22 anos, começou a participar de atividades de evangelização em conexão com a Associação Cristã de Moços e o Exército Britânico. Desse modo, mudou-se para a Índia, onde, em 1907, conheceu Walter Evans, seu futuro marido.
Ainda em 1907, o casal mudou-se para os Estados Unidos, onde Evans se tornou um padre da Igreja Episcopal dos Estados Unidos.
Em 1915, separou-se formalmente de Walter, quando já tinha três filhos. Depois disso, enfrentou dificuldades econômicas, durante as quais trabalhou em uma fábrica de sardinha para sustentar a si mesma e aos filhos.
Entre 1917 e 1918, se integrou à Sociedade Teosófica e, rapidamente, alcançou uma posição de influência na Sociedade Teosófica de Adyar, mudando-se para sua sede em Krotona (Hollywood).
Assumiu o cargo de editora da revista: "The Messenger".
Em 1919, Foster Bailey (1888–1977), que seria seu segundo marido, tornou-se Secretário Nacional da Sociedade Teosófica. Eles se casaram em 1921.
A Revista "The Theosophist" publicou os primeiros capítulos de seu primeiro trabalho: "Initiation, Human and Solar" , mas então parou por razões que Bailey chamou de "ciúme teosófico e atitude reacionária". Naquele contexto, se opunha à 'neo-teosofia' de Annie Besant e trabalhou com Foster Bailey para ganhar mais poder na seção americana da Sociedade Teosófica.
Segundo Josephine Maria Davies Ransom, ela, juntamente com seu marido, se tornariam os líderes de um "movimento de retorno às teses de Blavatsky" que se opunha 'neo-teosofia' de Annie Besant. Mas a facção liderada por Annie Besant venceu a disputa interna e ela e seu marido foram afastados da sociedade teosófica.

### Lucis Trust
Em 1922, fundou a "Lucis Trust", juntamente com o seu marido. As atividades da "Lucis Trust", incluíram a "Escola Arcana", a "World Goodwill" (boa vontade mundial), formação dos "Triângulos", uma revista trimestral chamada "The Beacon" (O Farol) e uma editora destinada, principalmente, a publicar os livros de Alice Bailey.
A Escola Arcana, fundada em 1923, fornecia um curso de meditação, por meio de correspondências, com base nas ideias dos livros de Bailey.
A "World Goodwill" tinha como objetivo promover melhores relações humanas através da boa vontade, que eles definiam como o "amor em ação". Essa "ação" incluiu o apoio das Nações Unidas.
Os "Triângulos" eram grupos de três pessoas que concordavam em se conectar em pensamentos a cada dia e meditar sobre as relações humanas corretas, visualizando a luz e o amor fluindo nas mentes e corações humanos, seguido pelo uso da Grande Invocação. Não era necessário que cada pessoa se conectasse em pensamentos no mesmo horário todos os dias.
Fundou a "Lucifer Publishing Company", juntamente com seu marido, que, após dois ou três anos, em 1925, alterou seu nome para: "Lucis Publishing Co".
Bailey continuou a trabalhar até a hora de sua morte em 1949
No outono de 1919 foi contatada pelo mestre tibetano Djwhal Khul e desse encontro surgiram os 24 livros, escritos entre 1919 a 1949. Esses livros causaram divisão dentro do movimento teosófico, que deram origem à "Escola Arcana".
Os escritos de Bailey foram mal compreendidos pois esclareceram pontos críticos sobre a diversidade racial humana, cada qual com suas cargas cármicas com consequências na humanidade atual; além de seguir a mesma linha teosófica, desmascarando os limites das religiões, em defesa da verdadeira espiritualidade.

## Obra literária

### Livros de A. Bailey e Djwhal Khul
- Iniciação, humana e solar, 1922.
- Cartas sobre meditação ocultista, 1922.
- Tratado sobre o Fogo Cósmico, 1925.
- Tratado sobre Magia Branca, 1925.
- A luz da alma: os Yoga sutras de Patanjali (comentários de Alice Bailey), 1927.
- Os discípulos na nova era, Tomo I - 1944
- Os discípulos na nova era, Tomo II - 1955
- Os problemas da humanidade, 1947
- A reaparição de Cristo, 1948
- O destino das nações, 1949
- Miragens: um problema mundial, 1950
- Telepatia e o veículo etérico, 1950
- A educação da nova era, 1954
- A exteriorização da Hierarquia, 1957.
- Uma grande aventura, a morte , 1950.
- Tratado sobre os sete raios:
  - Vol. 1: Psicologia esotérica I, 1936.
  - Vol. 2: Psicologia esotérica II, 1942.
  - Vol. 3: Astrologia esotérica, 1951.
  - Vol. 4: Cura esotérica, 1953.
  - Vol. 5: Os raios e as iniciações, 1960.

### Escritos de Bailey
- A consciência do átomo, 1922
- A alma e o seu mecanismo, 1930
- Do intelecto à intuição, 1932
- De Belém ao Calvário, 1937
- Autobiografia inacabada, 1951
- Os trabalhos de Hércules.
- Os trabalhos de Hércules: uma interpretação astrológica.